# Tadamichi Machida
Tadamichi Machida (japanisch 町田 忠道 Machida Tadamichi; * 23. Mai 1981 in der Präfektur Saitama) ist ein ehemaliger japanischer Fußballspieler.

## Karriere
Machida erlernte das Fußballspielen in der Schulmannschaft der Narashino High School. Seinen ersten Vertrag unterschrieb er 2000 bei den Kashiwa Reysol. Der Verein spielte in der höchsten Liga des Landes, der J1 League. Für den Verein absolvierte er 10 Erstligaspiele. 2003 wechselte er zum Ligakonkurrenten Kyoto Purple Sanga. Für den Verein absolvierte er 14 Erstligaspiele. 2004 wechselte er zum Zweitligisten Kawasaki Frontale. Für den Verein absolvierte er 16 Spiele. 2005 wechselte er zum Erstligisten Tokyo Verdy. Für den Verein absolvierte er 11 Erstligaspiele. Ende 2005 beendete er seine Karriere als Fußballspieler.